# Daniel Casey
Daniel Casey (* 1. června 1972) je anglický herec. Je známý z role Gavina Troye z prvních 6 řad televizního seriálu Vraždy v Midsomeru.

## Život
Daniel Casey je synem novináře a moderátora Lukea Caseyho. Narodil se v roce 1972 v anglickém městě Stockton-on-Tees. Navštěvoval Grey College v Durhamu. Než se započal svou hereckou kariéru, v oboru anglická literatura získal titul BA.

## Kariéra
Svou hereckou kariéru zahájil na divadelním jevišti v inscenaci Dead Fish.
Daniel Casey je nejlépe známý ztvárněním role seržanta Gavina Troye ve Vraždách v Midsomeru. a Anthonyho Coxe v seriálu Our Friends in the North.
Hrál také hasiče v seriálu Steel River Blues. Jako host se rovněž objevil v britském akčním seriálu M.I. High.
Dále se objevil v epizodě seriálu Inspektor George Gently (2010), v mysteriózním seriálu Marchlands (2011), v dramatickém seriálu Casualty (2012 a 2014) a v britské televizní mýdlové opeře Coronation Street (2016).
V televizní mýdlové opeře EastEnders ztvárňuje roli Toma Baileyho. Poprvé se zde objevil 1. června 2017 jako „krvácející muž“, nicméně později bylo zveřejněno i jeho jméno.
Dne 24. května 2018 se poprvé objevil v britském seriálu Emmerdale v roli Terryho.

## Osobní život
Daniel Casey má s manželkou Ellie dva syny: Raffertyho a Mila. Vzali se v říjnu 2005 a žijí v Sussexu.